# Аристов, Александр Михайлович
Алекса́ндр Миха́йлович А́ристов (род. 6 августа 1949, Пласт, Челябинская область) — российский предприниматель. Депутат Государственной думы России IV созыва (2003—2007), член Совета Федерации (2001—2003). Почётный гражданин города Челябинска (2016).

## Биография
Родился 6 августа 1949 года в Пласте в семье шахтёров. Отец — Михаил Васильевич Аристов, после войны трудился мастером шахты «Центральная». Мать — Полина Ивановна, работала в книжном магазине.
В 1963 году в 14 лет Александр Аристов устроился на первую работу. Он стал столяром-плотником, чтобы помочь родителям, и параллельно продолжал обучение в вечерней школе.
В 1967 году призван в армию. Служил в Ракетных войсках стратегического назначения под Нижним Тагилом. Ушёл в 1969 году в звании старшего сержанта.
С 1969 года трудился слесарем на Челябинском тракторном заводе.
В 1971 году поступил на рабочий факультет при Челябинском политехническом институте имени Ленинского комсомола.
В 1972 году поступил в ЧПИ имени Ленинского комсомола на механико-технологический факультет, специальность — инженер-механик.

### Предпринимательская деятельность
После окончания вуза Александр Аристов получил специальность «инженер-механик» и несколько лет работал в строительстве сельскохозяйственных помещений в ОПХ «Южное», где занимался строительством зернотоков и зернохранилищ, животноводческих помещений. В 1988 году учредил кооператив «Энергия». Сначала компания занималась выпуском товаров народного потребления, а затем была переориентирована на производство высококачественных мясопродуктов.
В 1995 году вместе с Юрием Антиповым учредил «Центр пищевой индустрии «Ариант» (название от первых 3-х букв фамилий каждого: Аристов, Антипов). По словам предпринимателя, на момент покупки «это был обычный советский долгострой, помещение, которое 10 лет простояло заброшенным и без охраны». В Челябинске началось строительство завода шампанских вин, на котором вскоре был налажен выпуск минеральной столовой и сладкой газированной воды под новой маркой «Ариант». Была также основана компания ООО «Перант», производящая продукты из мяса, птицы, мясных субпродуктов.
В 1995 году назначен председателем совета директоров Челябинского электрометаллургического комбината.
С Юрием Антиповым владели Челябинским электрометаллургическим комбинатом. Партнёры владели заводом ОАО «Абрау-Дюрсо», но в 2006 году продали его Борису Титову.
В 2012 году была основана компания ООО «Агрофирма Ариант». В 2014 году в поселке Федоровка, под Челябинском, начала свою работу фабрика мясной гастрономии «Ариант».
С 2008 по 2015 год — председатель совета директоров ООО «Центр пищевой индустрии — Ариант». В 2020 году Александр Аристов вышел из всех бизнес активов.

### Политическая деятельность
В 1996 году избран депутатом Законодательного Собрания Челябинской области и принимал участие в работе комитета социальной политики.
В 2001—2003 годах стал членом Совета Федерации, а в 2003—2007 годах — депутатом Госдумы, работая в комитетах по природным ресурсам и охране окружающей среды, а также по природным ресурсам и природопользованию.

### Общественная деятельность
Занимается благотворительностью. Финансировал строительство кафедрального собора Рождества Христова в Челябинске. Организовал благотворительный фонд «Дети мира», участвовал в создании Фонда защиты детей от наркомании. В 2015 году получил награду «За активную благотворительную деятельность» премии «Признание».

## Состояние
Дважды попадал в рейтинг «200 богатейших бизнесменов России». В 2011 году занял 147 место с состоянием в 650 миллионов долларов, а в 2012 году опустился на 167 место с состоянием 550 миллионов долларов. В рейтинге «200 богатейших бизнесменов России 2021» занял 176 позицию с состоянием 650 млн долларов США.

## Семья
Женат на Людмиле Аристовой. Дочь — Елена Кретова, жена экс-депутата Государственной Думы Александра Кретова.

## Награды
- Медаль ордена «За заслуги перед Отечеством» II степени (1997)[4].
- Орден Почёта[4].
- Орден Преподобного Сергия Радонежского III степени[4].

## Критика
- 3 февраля 2016 года попал в аварию на своём Rolls-Royce[15]. После инцидента Аристов публично простил виновника ДТП[16], но позже потребовал через суд взыскать с него 5,2 млн рублей[17]. После этого Аристов был в грубой форме раскритикован заместителем председателя Государственной думы Сергеем Неверовым[18].